# 고, 보이즈!: 마지막 잎새 사수 프로젝트
고, 보이즈!: 마지막 잎새 사수 프로젝트(일본어: 行け!男子高校演劇部 이케단시코코엔게키부[*]→가라! 남자 고교 연극부)는 2011년 8월 6일 공개된 일본의 코미디 영화이다.

## 개요
남학교 연극부를 무대로 한 청춘 코미디 영화이다. 감독은 하나부사 쓰토무가 맡았으며, 배우 이케다 데쓰히로가 각본을 맡았다. 이 작품은 이케다의 각본가 데뷔작이기도 하다.
2011년 7월 6일에 "메이킹 DVD 이케마쓰 남자 고교 연극부 입부 가이드"가 발매되었다. 또한 니코니코 동화에서 2011년 7월 19일에 선행 온라인 시사회가 진행되며 8월 6일에는 출연자 출연 니코니코 생방송도 진행됐다. 2011년 6월 18일 오사카에서의 완성 피로 시사회가 예정되어 있었지만, 상영 방법의 결함이 발견되어 중단됐다. 또한 6월 19일 도쿄 회장의 완성 피로 시사회에서 방문자 선물 부채에 결함이 있어, 티켓 환불을 실시하였다.
2012년 3월 2일에 포니 캐년에서 특별판과 통상판 2가지 버전의 DVD로 발매되었다. 특별판에는 오디오 코멘터리, 완성 피로 시사회 무대인사, 개봉 첫날 무대인사, 극장 예고편, 메이킹 영상, 니코니코 동화 관련영상이 특전으로 수록되었으며, 슬리브 케이스와 북렛이 포함되어 있다. 통상판에는 극장 예고편만 수록되었다.
대한민국에서는 2012년 11월 1일 개봉. (배급/ 마운틴 픽쳐스, 수입/ (주)에이브이에이 엔터테인먼트)

## 줄거리
고등학교에 입학한 오가사와라 겐키(통칭 '오가')는 친구 오와다 카지(통칭 '카지')와 함께 방과후 어떤 서클에 들어가서 활동할까 고민하다가 연극부가 주최한 《로미오와 줄리엣》을 우연히 관람하게 된다. 무대를 휘어잡는 줄리엣의 미모에 정신이 나간 오가는 당당하게 입부신청을 하지만 아뿔사! 오가가 다니고 있는 학교는 남자고등학교였다. 게다가 공연을 마친 3학년 선배들은 인원수 부족으로 폐부 위기에 처한 연극부를 오가에게 물려주고 줄행랑을 쳐 버린 것이었다. 엉겁결에 연극부 부장이 되어버린 오가는 모자라는 인원을 채워 연극부를 존속시키기 위해 안간힘을 쓰지만 학생들로부터 바보 취급을 당한다. 게다가 연극부 고문인 칸다 선생은 아이돌 가수를 쫓아다니는 데 정신이 팔려 별로 도움이 안 된다. 가까스로 6명의 인원을 채워 신생 연극부를 출범시킨 오가는 지역 연극제를 목표로 맹렬한 연습을 시작하지만, 그들을 기다리고 있는 것은 전대미문의 해프닝이었다.

## 등장인물

### 이케마쓰 남고 연극부
- 오가사와라 겐키(小笠原元気) - 통칭 '오가'

주인공. 이케마쓰 남고 1학년. 연극부 부장. 셰익스피어가 누군지도 모르는 평범한 소년이었으나 연극부의 신입부원 모집 공연으로 올라온 《로미오와 줄리엣》을 보고 줄리엣 역의 선배에게 반해서 입부한다. 뒷일을 전혀 생각지 않고 마음 내키는대로 저지르고 보는 성격. 원래는 여자에게 인기를 끌기 위해 서클활동을 하려고 했으나 연극부를 이끌면서 서서히 연극의 즐거움에 눈뜨게 된다.
- 오와다 카지(大和田舵) - 통칭 '카지'

이케마쓰 남고 1학년. 연극부 부부장. 오가의 단짝 친구. 공부에 전념하기 위해 오가의 권유를 뿌리치고 연극부를 피해왔으나 "명단에 이름만 올려놓아도 되니까..."라는 오가의 설득에 못이겨 입부한다. 오가와는 정반대로 진지하고 냉정한 편이지만 한번 발동이 걸리면 오가 못지않게 소동을 벌이기도 한다. 무대에 직접 올라가지는 않고 배경음악이나 음향효과 등을 전담하는 스탭으로 활동한다. 오 헨리의 〈마지막 잎새〉를 직접 각색하여 연극제에 출품할 대본을 써내는 등 재주가 많다.
- 죠지마 쥰페이(城島順平) - 통칭 '죠'

이케마쓰 남고 1학년. 연극부원. 입술 위의 점과 양쪽 위로 말려 올라간 헤어스타일이 특징. 자칭 꽃미남으로 세상 모든 여자가 자기의 미모에 반할 것이라 자신하지만 아무도 진지하게 받아들이지 않는다. 입부 동기도 '(자기의) 아름다움을 추구하기 위해서'.
- 우에다 유우(上田優) - 통칭 '우에다'

이케마쓰 남고 1학년. 연극부원. 존재감이 약해서 초반에는 거의 투명인간 취급을 받는다. 얌전하고 성실한 성격에 상식이 풍부하여 다른 부원들이 모르는 것도 이것저것 가르쳐 준다. 입부 동기는 '존재감 없는 자기 자신을 변화시키기 위해서'. 중반부에 여름 합숙을 떠났다가 산에서 조난당했을 때에는 구일본군 병사의 유령을 만나기도 한다.
- 타무라 세이시로(田村誠史郎) - 통칭 '타무라'

이케마쓰 남고 2학년. 연극부원. 공부와는 담을 쌓은 불량배였으나 "낙제를 면하게 해 주겠다"는 칸다의 회유에 말려들어 입부한다. 사소한 일로 시비를 걸고 소리를 질러대는 등 괴퍅한 면이 있으나 본심은 선하다. 뜻밖에도 부원들 중에서는 가장 연기력이 출중한 편인데 그 이유는 과거에 아역배우로 활동했기 때문임이 후반에 밝혀진다.
- 하시모토 슌(橋本俊) - 통칭 '하시모토'

이케마쓰 남고 1학년. 연극부원. 본래 축구부였으나 아킬레스건 부상으로 운동을 할 수 없게 되자 문과 계열 서클을 이리저리 전전하지만 특유의 무식함과 무신경한 성격 때문에 찾아간 부마다 쫓겨나 결국 연극부로 흘러들어온다. 잘생긴 얼굴로 주변 학교 여학생들의 인기를 독차지했으나 축구부에서 퇴출된 뒤로는 아무런 관심을 받지 못한다. 구제불능의 천연바보이지만 운동신경은 연극부 제일. 좋아하는 음식은 켄터키 프라이드 치킨.
- 칸다 무네노리(神田宗典)

이케마쓰 남고의 교사로 연극부 고문. 아이돌 그룹 스마이레지의 열렬한 팬으로, 학교 과학실과 자기 집을 스마이레지의 사진과 포스터, 캐릭터 상품으로 도배해놓고 있다. 견학을 핑계로 여학교에 잠입하여 좋아하는 스타의 사물함을 털려다 실패하는 등 변태 기질이 다분하며, 옷 입는 센스도 비범하다. 원래 연극부 활동에는 전혀 관심을 보이지 않았으나 오가가 스마이레지의 팬이 되는 것을 조건으로 연극부의 활동을 돕는다.
- 코모리(小森)

신입부원 모집 연극에서 줄리엣 역을 맡은 3학년 연극부원. 이 캐릭터의 대사 중 일부분은 오가의 심리상태를 나타내기 위해 여성 성우가 더빙했다. 오가가 연극부에 들어가는 계기를 제공한 인물이지만 그 이후로는 등장하지 않는다.

### 이케마쓰 남고 관계자
- 스와노(諏訪野)

이케마쓰 남고 구내매점의 점원. 점심시간마다 빵을 사러 몰려오는 학생들의 아귀다툼에 스트레스를 받는다. 극중에서 그녀가 사용하는 자동차 옆에 적혀 있는 'IKE DAN'이라는 문자열은 이 영화 원제목의 줄임말이다.
- 오카베(岡部)

이케마쓰 남고의 학생. 스와노에게 연심을 품고 그녀의 관심을 끌기 위해 이런저런 행동을 한다. 어째서인지 이 캐릭터가 등장하면 라틴 음악이 배경에 깔린다.
- 니타(新田)

이케마쓰 남고 야구부원. 연극부가 없어지면 그 자리를 창고로 쓰겠다며 찾아왔다가 문전박대를 당한다.
- 히무로(氷室)

이케마쓰 남고 밴드부원. 니타와 마찬가지 용건으로 찾아왔다가 말도 못 꺼내고 쫓겨난다.

### 고토쿠지 여고 연극부
- 카쓰라기 마이(桂木舞)

연극의 명문으로 손꼽히는 고토쿠지 여고의 연극부원. 카네코의 인정사정 없는 지도에 괴로워하면서도 연극에 대한 사랑 때문에 치열한 연습을 계속한다. 어린 시절에 아역배우로 일하다가 연기에 환멸을 느껴 연예계를 떠났지만 자신이 연극을 너무나 좋아하는 것을 깨닫고 다시 연기를 시작했다. 오가의 짝사랑 상대이기도 하지만 그녀 쪽에서는 오가를 '약간 재미있는 사람' 정도로밖에 여기지 않는다.
- 카네코(金子)

고토쿠지 여고의 연극부 고문. 키사라기의 스승. 약간의 실수도 용서하지 않는 깐깐한 성격으로 제자들을 엄하게 지도한다. 거의 군대에 버금가는 방식으로 제자들을 다스리는 독재자. 고토쿠지에 견학하러 숨어들어갔다가 그녀의 너무나도 엄격한 방식에 반발심을 느낀 오가는 "연극은 즐기면서 해야 한다"고 주장하며 지역 연극제에 도전하게 된다.

### 기타 조연
- 타마키(玉城)

오가와 카지가 자주 찾아가는 패밀리 레스토랑의 웨이트리스로, 싹싹한 태도의 귀여운 소녀. 카지의 짝사랑 상대이기도 하다. 엔딩 크레딧이 끝난 뒤 보너스 장면에도 등장한다.
- 패밀리 레스토랑의 커플

오가가 카지를 연극부에 끌어들이고자 설득할 때 바로 옆자리에 앉아있던 커플. 남자가 여자에게 프로포즈하는 상황이었는데 대사가 묘하게 오가와 카지의 대화와 겹쳐져 흥미진진한 장면을 연출한다.
- 오와다의 아버지

오와다 카지의 부친. 엄청난 카리스마를 자랑하는 중견배우. 연예계의 생리를 잘 알고 있기에 아들인 카지는 열심히 공부하여 다른 길을 찾기를 바란다. 실존 배우인 오와다 신야가 실명으로 특별출연했다.

## 캐스팅
- 나카무라 아오이 - 오가사와라 겐키
- 이케마쓰 소스케 - 오와다 카지
- 카네코 나오후미 - 죠지마 쥰페이
- 토미타 케이스케 - 우에다 유우
- 카와하라 카즈마 - 타무라 세이시로
- 이나바 유우 - 하시모토 슌
- 이케다 데쓰히로 - 칸다 무네노리
- 사토 히사노리 - 코모리
- 신카와 유아 - 카쓰라기 마이
- 지바 마사코 - 카네코
- 야기 사오리 - 스와노
- 스가누마 쓰카사 - 오카베
- 히로세 유스케 - 니타
- 스즈키 히로키 - 히무로
- 오와다 신야 - 오와다의 아버지 (본인 역으로 특별출연)
- 아다치 리카 - 타마키
- 니사하라 아키 - 패밀리 레스토랑의 여자손님
- 나카타니 류 - 패밀리 레스토랑의 남자손님
- 스마이레지 - 스마이레지 (본인 역으로 특별출연)

## 만화
스퀘어 에닉스의 만화전문 사이트 《강강 온라인》에서 2012년 3월 1일부터 3월 29일까지 코믹스 버전이 전 5부에 걸쳐 연재되었다. (구성/ 신키바 유키, 작화/ 하나자와 치카)